# Pierre Cotant
Pierre Cotant o Cotant es un exfutbolista francés, nacido en Auxerre, Francia, el 3 de junio de 1986. Este centrocampista, comenzó en 1993 en el club francés de Aj Auxerre, en el cual jugó durante 14 años antes de irse a España en 2007.

## Trayectoria
Pierre pasó toda su formación en el Aj Auxerre, jugando concretamente con la División de Honor Juvenil entrenada por Laurent Lesgent, hasta integrar el filial profesional en 2005 donde jamás tuvo la oportunidad de jugar más arriba. 
En junio de 2007 realizó una prueba en el filial del Atlético de Madrid de segunda B, antes de fichar finalmente en el club de SD Ibiza de segunda B donde ha jugado mayoritariamente en el filial de tercera división.
Alfredo Santaelena fue el primero en darle una oportunidad en segunda B. 
Pierre Cotant debutó en segunda B con el primer equipo de SD Ibiza, el 10 de abril de 2009, ante el CF Gavà, entrando en el segundo tiempo a 30 minutos del final. Perdió el partido por 2 a 1. 
Santaelena relató después el partido:
«Jugó muy bien. Pensaba que tenía buenas cualidades técnicas y, además, es un chico al que le veo con ganas e ilusión, así que le hice jugar. [...] Va a seguir con nosotros y espero que juegue más minutos.»
Pierre terminó la temporada 2008/2009 en segunda B, con el primer equipo de SD Ibiza habiendo jugado un total de 5 partidos.
Durante la temporada 2009/2010 Pierre jugó en el CD Calahorra, cuyo objetivo era volver a la segunda división B.
Pero finalmente se quedara a las puertas de los play off de ascenso, acabando quinto en la clasificación.Jugó 33 partidos como titular y marcó tres goles.
En julio de 2010  Pierre llega a un acuerdo con la Peña Deportiva Santa Eulalia, un equipo profesional de la isla de Ibiza que se proclamó subcampeón la temporada pasada y fue eliminado de los play off de ascenso en la prórroga contra el Unión Deportiva Almería B.
A raíz de un golpe fortuito en el último partido de preparación  Pierre se lesionó y le causó un esguince de rodilla que lo dejará fuera del grupo dos meses la cual condicionó su temporada en el equipo del técnico asturiano, Luis Rueda. El 30 de octubre  Pierre participó a su primer partido de la temporada con la Peña Deportiva Santa Eulalia, contra la Penya Arrabal. Partido correspondiente a la jornada once de liga.
En julio de 2011 la Penya Sant Jordi Ibiza cuyo objetivo era ascender de categoría, antes de caer eliminada frente al CD Formentera en final de los play offs, anunció la «brillante incorporación» de  Pierre Cotant y se deshace en elogios con su flamante incorporación. Durante la temporada 2011/2012  Pierre jugó un total de 28 partidos y fue uno de los fijos en el once del técnico de Jerez  Sergio Tortosa .
Durante el mercado de invierno de 2013 el Atlético Isleño echa sus redes sobre Pierre para reforzar su plantilla y el 24 de enero Pierre fue presentado oficialmente en el estadio Can Misses.

## Palmarés

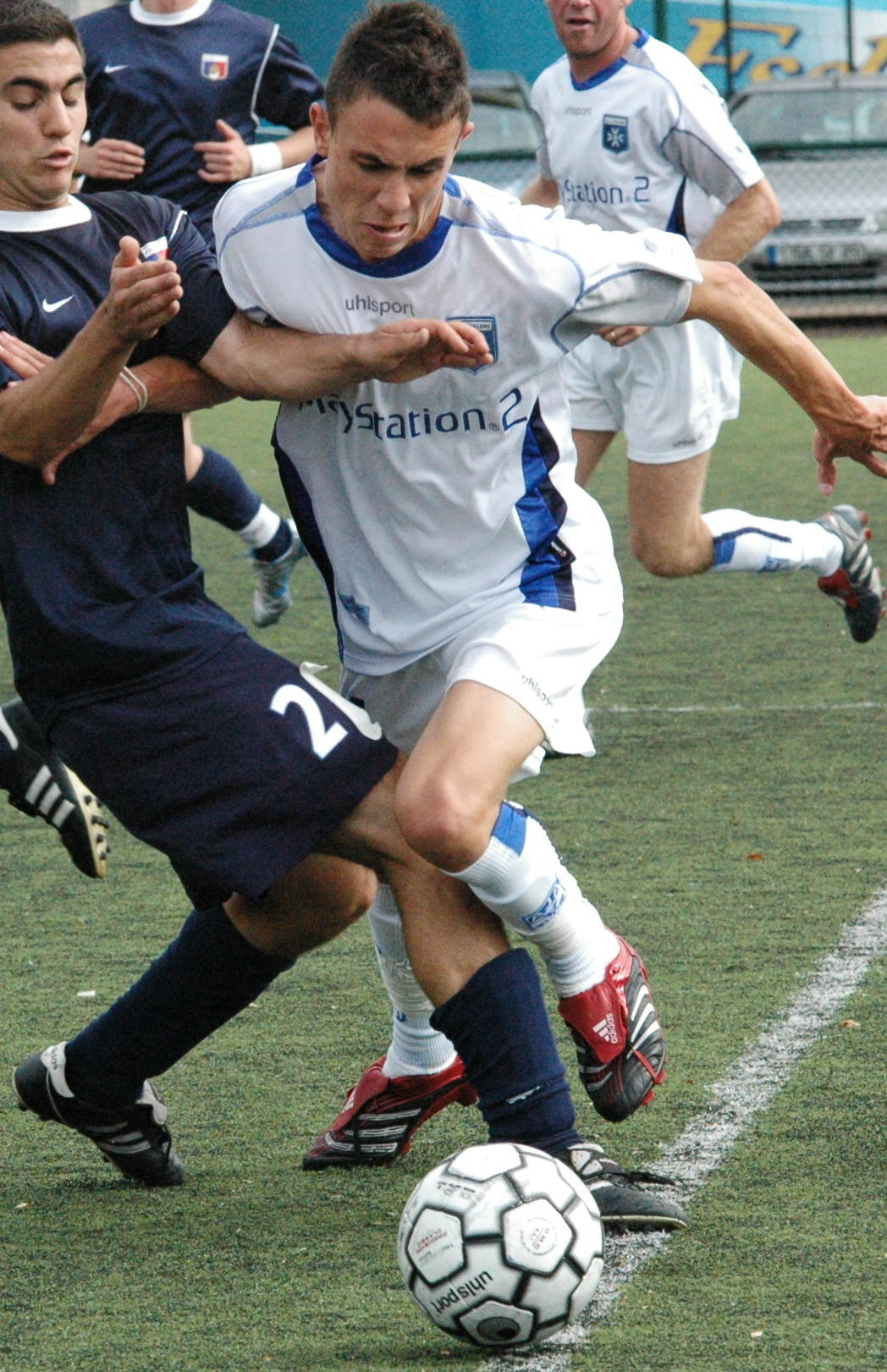
Pierre con la camiseta del AJ Auxerre en 2007.

- Campeón de Borgoña División Honor 2005/2006 AJ Auxerre
- Vencedor de la Copa de Borgoña 2005/2006 AJ Auxerre
- Vencedor de la Copa de Borgoña 2006/2007 AJ Auxerre
- Vencedor de la Copa Baléares segunda B 2007/2008 contra el Real Mallorca

## Enlaces externos

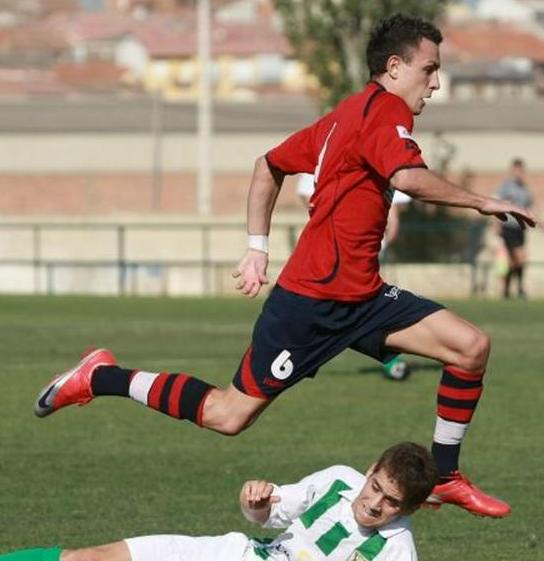
Momento de un encuentro disputado con el CD Calahorra durante la temporada 2009/2010

## Estadísticas
| Temporada | Club                            | Liga Partidos/Goals |
| 1993-2007 | AJ Auxerre Formación ( Francia) | 450/?               |
| 2007-2008 | SD Ibiza ( España)              | 35/3                |
| 2008-2009 | SD Ibiza 2B ( España)           | 5/0                 |
|           | SD Ibiza ( España)              | 32/0                |
| 2009-2010 | CD Calahorra ( España)          | 33/3                |
| 2010-2011 | Peña Deportiva ( España)        | 20/0                |
| 2011-2012 | Penya Sant Jordi ( España)      | 28/0                |